# Монтейро, Фелипе
Фели́пе Аугу́сто де Алме́йда Монте́йро (порт. Felipe Augusto de Almeida Monteiro), либо просто Фелипе (16 мая 1989, Можи-дас-Крузис, штат Сан-Паулу) — бразильский футболист, центральный защитник. Выступал за сборную Бразилии.

## Биография
Семья Фелипе Монтейро ещё до его рождения переехала в Можи-дас-Крузис из Тирадентиса, в котором были более благополучные условия для жизни. У Фелипе есть две сестры. В детстве Фелипе занимался многими видами спорта — играл в волейбол, баскетбол, занимался скейтбордингом и велоспортом. В 14 лет он стал уделять большее внимание футболу — Фелипе побывал на базе «Коринтианса», взял множество автографов у футболистов и расстроился, когда не смог получить автограф Лиедсона, который к тому моменту успел заключить контракт с лиссабонским «Спортингом». Фелипе провёл на базе «коринфян» 2 месяца, но не подошёл академии клуба и вернулся в родной город без надежды когда-нибудь надеть футболку «Тимао».

### «Унион Можи» и «Брагантино»
Фелипе начал карьеру игрока (причём, на позиции полузащитника) в 4-м дивизионе Лиги Паулисты (Серия B) в команде из родного города «Унион Можи». Отыграв за неё 2 года, он перешёл в более статусный клуб — «Брагантино», который выступал в Серии B чемпионата Бразилии. Фелипе очень уверенно провёл этот сезон и сумел даже отметиться одним забитым голом в турнире.

### «Коринтианс»
На молодого игрока обратили внимание клубы Серии A, и Фелипе принял предложение «Коринтианса», хотя капитан и вице-капитан этого клуба (Алессандро и Шикан) являются именно центральными защитниками и пробиться в основной состав команды для Фелипе было очень сложно. Примечательно, что на тот момент в команду уже вернулся Лиедсон, у которого Фелипе не успел взять автограф 8-ю годами ранее.
Большую часть 2012 года Фелипе так и оставался запасным игроком для «Тимао». 24 июня он дебютировал в Серии A в игре против «Палмейраса», выйдя на замену на 88-й минуте матча, завершившегося победой «Коринтианса» 2:1. «Тимао» готовились к финалу Кубка Либертадорес и играли полурезервным составом. Именно тогда «дубль» оформил Ромариньо, который через несколько дней забил первым касанием гол в ворота «Боки Хуниорс» в первом финале главного континентального клубного турнира. 9 июля Фелипе вновь вышел на замену в конце матча против «Спорт Ресифи». Тите долгое время не доверял Фелипе, высказываясь за то, чтобы отдать защитника в аренду для того, чтобы тот набрался опыта. Но всё изменил домашний матч против «Баии» 20 октября (1:1). Уоллас получил на 13-й минуте матча травму и Тите заменил его на Фелипе Монтейро, который сыграл очень уверенно. В итоге главный тренер «Коринтианса» включил Фелипе в заявку на Клубный чемпионат мира. Фелипе не сыграл на турнире не минуты, но также стал победителем этого турнира.

### «Порту»
15 июня 2016 года перешёл в «Порту» за 8 миллионов евро. Контракт подписан до 2021 года. Сумма отступных в его контракте составляет 50 миллионов евро. После подписания контракта игрок сказал:

«У меня была цель играть в Европе и я благодарю Бога за то, что мне удалось достичь её. Это большая привилегия играть в футболке „Порту“ и я невероятно счастлив. Я давно слежу за „Порту“ и знаю, что это клуб с большими традициями. Конечно же, я знаю бразильских игроков, которые играли за „Порту“ и делали это с успехом, я здесь для того, чтобы соответствовать их уровню»

## Достижения
«Коринтианс»
- Чемпион Бразилии: 2015
- Чемпион штата Сан-Паулу: 2013
- Победитель Клубного чемпионата мира: 2012 (не играл)

«Порту»
- Чемпион Португалии: 2017/18
- Суперкубок Португалии: 2018

«Атлетико Мадрид»
- Чемпион Испании: 2020/21

Бразилия
- Финалист Кубка Америки: 2021

## Клубная статистика
| Выступление      | Выступление      | Выступление      | Лига | Лига | Кубки | Кубки | Кубки КОНМЕБОЛ / Еврокубки | Кубки КОНМЕБОЛ / Еврокубки | Остальные | Остальные | Итого | Итого |
| Клуб             | Лига             | Сезон            | Игры | Голы | Игры  | Голы  | Игры                       | Голы                       | Игры      | Голы      | Игры  | Голы  |
| ---------------- | ---------------- | ---------------- | ---- | ---- | ----- | ----- | -------------------------- | -------------------------- | --------- | --------- | ----- | ----- |
| Унион Можи       | Лига Паулиста А3 | 2009             | 0    | 0    | 0     | 0     | 0                          | 0                          | 9         | 2         | 9     | 2     |
| Унион Можи       | Лига Паулиста А2 | 2010             | 0    | 0    | 0     | 0     | 0                          | 0                          | 17        | 0         | 17    | 0     |
| Унион Можи       | Итого            | Итого            | 0    | 0    | 0     | 0     | 0                          | 0                          | 26        | 2         | 26    | 2     |
| Брагантино →     | Серия B          | 2011             | 33   | 1    | 0     | 0     | 0                          | 0                          | 1         | 0         | 34    | 1     |
| Брагантино →     | Итого            | Итого            | 33   | 1    | 0     | 0     | 0                          | 0                          | 1         | 0         | 34    | 1     |
| Коринтианс       | Серия A          | 2012             | 3    | 0    | 0     | 0     | 0                          | 0                          | 1         | 0         | 4     | 0     |
| Коринтианс       | Серия A          | 2013             | 6    | 0    | 1     | 0     | 1                          | 0                          | 6         | 1         | 14    | 1     |
| Коринтианс       | Серия A          | 2014             | 11   | 0    | 2     | 1     | 0                          | 0                          | 6         | 0         | 19    | 1     |
| Коринтианс       | Серия A          | 2015             | 26   | 1    | 2     | 0     | 9                          | 2                          | 14        | 1         | 51    | 4     |
| Коринтианс       | Серия A          | 2016             | 7    | 0    | 0     | 0     | 7                          | 0                          | 14        | 2         | 28    | 2     |
| Коринтианс       | Итого            | Итого            | 53   | 1    | 5     | 1     | 17                         | 2                          | 41        | 4         | 116   | 8     |
| Порту            | Лига Сагриш      | 2016/17          | 32   | 2    | 3     | 0     | 10                         | 1                          | 0         | 0         | 45    | 3     |
| Порту            | Лига Сагриш      | 2017/18          | 30   | 3    | 7     | 0     | 7                          | 1                          | 0         | 0         | 44    | 4     |
| Порту            | Лига Сагриш      | 2018/19          | 31   | 1    | 12    | 2     | 10                         | 1                          | 0         | 0         | 53    | 4     |
| Порту            | Итого            | Итого            | 93   | 6    | 22    | 2     | 27                         | 3                          | 0         | 0         | 142   | 11    |
| Атлетико Мадрид  | Ла Лига          | 2019/20          | 25   | 1    | 3     | 0     | 8                          | 1                          | 0         | 0         | 36    | 2     |
| Атлетико Мадрид  | Ла Лига          | 2020/21          | 20   | 0    | 2     | 0     | 5                          | 0                          | 0         | 0         | 27    | 0     |
| Атлетико Мадрид  | Итого            | Итого            | 45   | 1    | 5     | 0     | 13                         | 1                          | 0         | 0         | 63    | 2     |
| Всего за карьеру | Всего за карьеру | Всего за карьеру | 224  | 9    | 32    | 3     | 57                         | 6                          | 68        | 6         | 381   | 24    |